# Lijst van gemeentelijke monumenten in Zevenaar (gemeente)
De gemeente Zevenaar kent 117 gemeentelijke monumenten. Hieronder een overzicht. 

## Buitengebied
Het buitengebied van de gemeente kent 3 gemeentelijke monumenten:
| Object   | Bouwjaar | Architect | Locatie              | Coördinaten | Nr.          | Afbeelding  |
| -------- | -------- | --------- | -------------------- | ----------- | ------------ | ----------- |
| Duiker A |          |           | Grote Gelderse Waard |             | 0196/wikinr1 | Upload foto |
| Duiker B |          |           | Grote Gelderse Waard |             | 0196/wikinr2 | Upload foto |
| Duiker C |          |           | Grote Gelderse Waard |             | 0196/wikinr3 | Upload foto |

## Angerlo
De plaats Angerlo kent 25 gemeentelijke monumenten. Zie de lijst van gemeentelijke monumenten in Angerlo.

## Babberich
De plaats Babberich kent 6 gemeentelijke monumenten:
| Object | Bouwjaar | Architect | Locatie           | Coördinaten                  | Nr.           | Afbeelding |
| ------ | -------- | --------- | ----------------- | ---------------------------- | ------------- | ---------- |
|        |          |           | Dorpstraat 35     | 51° 54' 26" NB, 6° 6' 54" OL | 0299/wikinr26 |            |
|        |          |           | Dorpstraat 37     | 51° 54' 17" NB, 6° 7' 4" OL  | 0299/wikinr27 |            |
|        |          |           | Emmerichseweg 1-3 | 51° 54' 5" NB, 6° 7' 56" OL  | 0299/wikinr28 |            |
|        |          |           | Kwartiersedijk 1  | 51° 54' 6" NB, 6° 7' 55" OL  | 0299/wikinr29 |            |
|        |          |           | Sleeg 35          | 51° 54' 25" NB, 6° 7' 45" OL | 0299/wikinr30 |            |
|        |          |           | Witte Kruis 4     | 51° 54' 26" NB, 6° 6' 21" OL | 0299/wikinr31 |            |

## Giesbeek
De plaats Giesbeek kent 2 gemeentelijke monumenten:
| Object   | Bouwjaar | Architect | Locatie       | Coördinaten                  | Nr.           | Afbeelding |
| -------- | -------- | --------- | ------------- | ---------------------------- | ------------- | ---------- |
| Pastorie |          |           | Kerkstraat 37 | 51° 59' 47" NB, 6° 4' 20" OL | 0299/wikinr32 | Pastorie   |
| Kerk     |          |           | Kerkstraat 39 | 51° 59' 47" NB, 6° 4' 19" OL | 0299/wikinr33 | Kerk       |

## Lathum
De plaats Lathum kent 5 gemeentelijke monumenten:
| Object        | Bouwjaar | Architect | Locatie       | Coördinaten                  | Nr.           | Afbeelding    |
| ------------- | -------- | --------- | ------------- | ---------------------------- | ------------- | ------------- |
| Boerderij     |          |           | Bandijk 71    | 51° 59' 18" NB, 6° 0' 41" OL | 0299/wikinr34 | Boerderij     |
| Begraafplaats |          |           | Kerkstraat 8  | 51° 59' 9" NB, 6° 1' 15" OL  | 0299/wikinr37 | Begraafplaats |
| Woonhuis      |          |           | Kerkstraat 25 | 51° 59' 15" NB, 6° 1' 14" OL | 0299/wikinr35 | Woonhuis      |
| Boerderij     |          |           | Kerkstraat 31 | 51° 59' 17" NB, 6° 1' 12" OL | 0299/wikinr36 | Boerderij     |
| Graanmalerij  |          |           | Koestraat 3   | 51° 59' 10" NB, 6° 1' 34" OL | 0299/wikinr38 | Graanmalerij  |

## Lobith
De plaats Lobith kent 3 gemeentelijke monumenten:
| Object                              | Bouwjaar               | Architect                            | Locatie      | Coördinaten                  | Nr.          | Afbeelding                          |
| ----------------------------------- | ---------------------- | ------------------------------------ | ------------ | ---------------------------- | ------------ | ----------------------------------- |
| Pastorie                            | 1890                   | J. Etmans                            | Dorpsdijk 51 | 51° 51' 36" NB, 6° 7' 18" OL | 0196/wikinr4 | Pastorie                            |
| Oude Gemeentehuis                   | 1884                   |                                      | Komstraat 5  | 51° 51' 36" NB, 6° 7' 10" OL | 0196/wikinr5 | Oude Gemeentehuis                   |
| R.K. Maria Onbevlekt Ontvangen kerk | 1887 uitbreiding: 1939 | Alfred Tepe uitbreiding: B. Koldewey | Markt 4      | 51° 51' 36" NB, 6° 7' 17" OL | 0196/wikinr6 | R.K. Maria Onbevlekt Ontvangen kerk |

## Pannerden
De plaats Pannerden kent 5 gemeentelijke monumenten:
| Object                             | Bouwjaar                       | Architect   | Locatie                   | Coördinaten                  | Nr.           | Afbeelding                         |
| ---------------------------------- | ------------------------------ | ----------- | ------------------------- | ---------------------------- | ------------- | ---------------------------------- |
| Landgoed De Brouwerij              |                                |             | Berghoofdseweg 3          | 51° 54' 15" NB, 6° 2' 14" OL | 0196/wikinr7  | Landgoed De Brouwerij              |
| Poldergemaal Oude Rijn             | Pand: 1884 Pompen:1917 en 1923 |             | Deukerdijk 42             | 51° 53' 51" NB, 6° 2' 39" OL | 0196/wikinr8  | Poldergemaal Oude Rijn             |
| R.K. Martinus kerk                 | 1878                           | Alfred Tepe | Kerkstraat 2              | 51° 53' 19" NB, 6° 2' 17" OL | 0196/wikinr9  | R.K. Martinus kerk                 |
| Boerderijencomplex De Raayhof      |                                |             | Pannerdensewaard 14       | 51° 54' 29" NB, 6° 0' 54" OL | 0196/wikinr11 | Boerderijencomplex De Raayhof      |
| Fruitmuur bij boerderij De Raayhof |                                |             | Pannerdensewaard nabij 14 | 51° 54' 29" NB, 6° 0' 56" OL | 0196/wikinr12 | Fruitmuur bij boerderij De Raayhof |

## Spijk
De plaats Spijk kent 2 gemeentelijke monumenten:
| Object                    | Bouwjaar | Architect | Locatie       | Coördinaten                  | Nr.           | Afbeelding                |
| ------------------------- | -------- | --------- | ------------- | ---------------------------- | ------------- | ------------------------- |
| Pastorie                  | 1913-'14 |           | Kerkstraat 30 | 51° 50' 58" NB, 6° 8' 60" OL | 0196/wikinr13 | Pastorie                  |
| R.K. Gerardus Majellakerk | 1914     | H. Kroes  | Kerkstraat 32 | 51° 50' 59" NB, 6° 9' 2" OL  | 0196/wikinr14 | R.K. Gerardus Majellakerk |

## Tolkamer
De plaats Tolkamer kent 1 gemeentelijk monument:
| Object             | Bouwjaar | Architect  | Locatie         | Coördinaten                  | Nr.           | Afbeelding         |
| ------------------ | -------- | ---------- | --------------- | ---------------------------- | ------------- | ------------------ |
| Gereformeerde kerk | 1936     | J.C. Sprey | Bijlandseweg 25 | 51° 51' 19" NB, 6° 5' 44" OL | 0196/wikinr15 | Gereformeerde kerk |

## Zevenaar
De plaats Zevenaar kent 55 gemeentelijke monumenten. Zie de lijst van gemeentelijke monumenten in Zevenaar.
Aalten · 
Apeldoorn · 
Arnhem · 
Barneveld · 
Berkelland · 
Beuningen · 
Bronckhorst · 
Brummen · 
Buren · 
Culemborg · 
Doesburg · 
Doetinchem · 
Druten · 
Duiven · 
Ede · 
Elburg · 
Epe · 
Ermelo · 
Groesbeek · 
Harderwijk · 
Hattem · 
Heerde · 
Heumen · 
Lingewaard · 
Lochem · 
Maasdriel · 
Montferland · 
Neder-Betuwe · 
Nijkerk · 
Nijmegen · 
Nunspeet · 
Oldebroek · 
Oost Gelre · 
Oude IJsselstreek · 
Overbetuwe · 
Putten · 
Renkum · 
Rheden · 
Rozendaal · 
Scherpenzeel · 
Tiel · 
Ubbergen · 
Voorst · 
Wageningen · 
West Betuwe · 
West Maas en Waal · 
Westervoort · 
Wijchen · 
Winterswijk · 
Zaltbommel · 
Zevenaar · 
Zutphen